# 苏扎拉
苏扎拉（義大利語：Suzzara），是意大利曼托瓦省的一个市镇。总面积60平方公里，人口20343人，人口密度339.1人/平方公里（2009年）。国家统计（ISTAT）代码为020065。

## 友好城市
- 法國布里尤德 1995年